# Ракетный удар по жилому дому в Днепре
Ракетный удар по жилому дому в Днепре был произведён Вооружёнными силами России 14 января 2023 года, в ходе вторжения России в Украину. Ракета поразила 9-этажный жилой дом, убив не менее 46 человек и ранив не менее 80; ещё 11 человек остаются пропавшими без вести.
Удар по этому дому стал самой кровопролитной российской атакой на мирный объект в Украине с момента удара 9 июля 2022 года по Часову Яру полугодом ранее. В Днепре был объявлен трёхдневный траур. В российских городах стали появляться стихийные мемориалы в память о погибших мирных жителях в Днепре.
Ракетный удар произошёл во время очередного массированного ракетного обстрела Украины российской армией, в ходе которого была повреждена энергетическая инфраструктура в шести областях Украины.

## Обстрел Украины 14 января 2023 года
14 января 2023 года ВС РФ произвели очередной массированный обстрел Украины. Взрывы прогремели в Днепре, Киеве, Запорожье, в Харьковской, Львовской, Киевской, Винницкой, Николаевской, Одесской, Ивано-Франковской и Хмельницкой областях Украины. Российские войска подняли в воздух 17 бомбардировщиков Ту-95, в море вышли российские корабли, несущие «Калибры». Из пяти Ту-22м3 над Курской областью и над Азовским морем выпустили пять крылатых ракет типа Х-22 (на данный момент у Украины нет средств ПВО для перехвата таких ракет). Харьков российская армия обстреляла из ракетных комплексов С-300.
В шести областях Украины в очередной раз повредили энергетическую инфраструктуру, в частности, 9 блоков электростанций, 3 магистральные подстанции и одну надземную линию. Энергоблок одной ТЭС был разрушен.

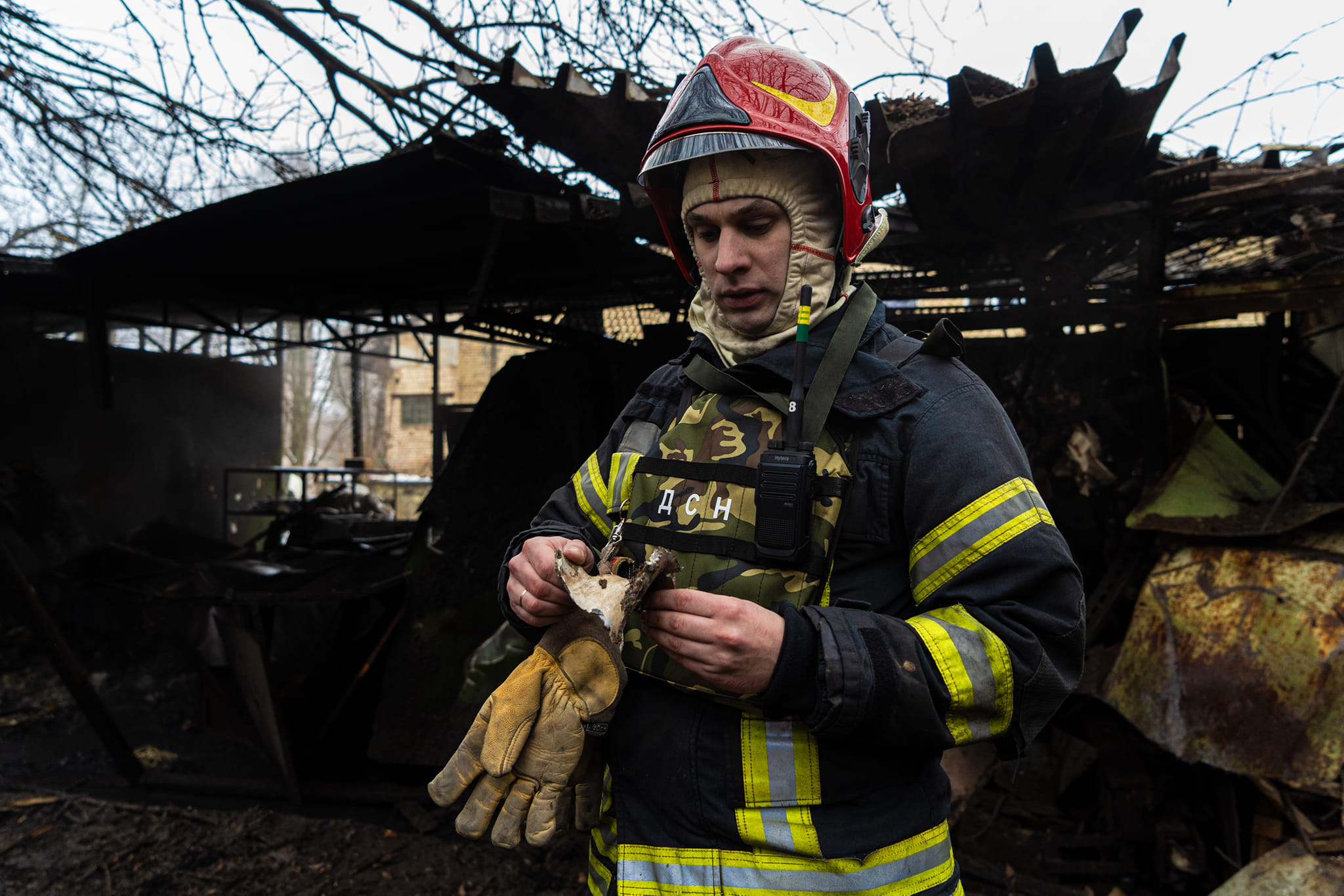
Разрушения от обстрела Киева

Киев, Киевская область и ряд других областей были атакованы ВС РФ дважды — около 09:00 и — около 15:00. В Днепровском районе Киева был удар по критической инфраструктуре города. В Голосеевском районе обломки ракет упали на нежилые здания, вызвав пожар, и на территорию Музея народной архитектуры и быта. В Дарницком районе обломком ракеты повредило автомобиль. В Киевской области российские ракеты повредили 28 жилых домов; сообщается о разрушениях в селе Копылов. Представитель ВСУ заявил, что утренний удар был совершён баллистическими ракетами, которые трудно обнаруживать, поэтому воздушная тревога была объявлена лишь после первых ударов.

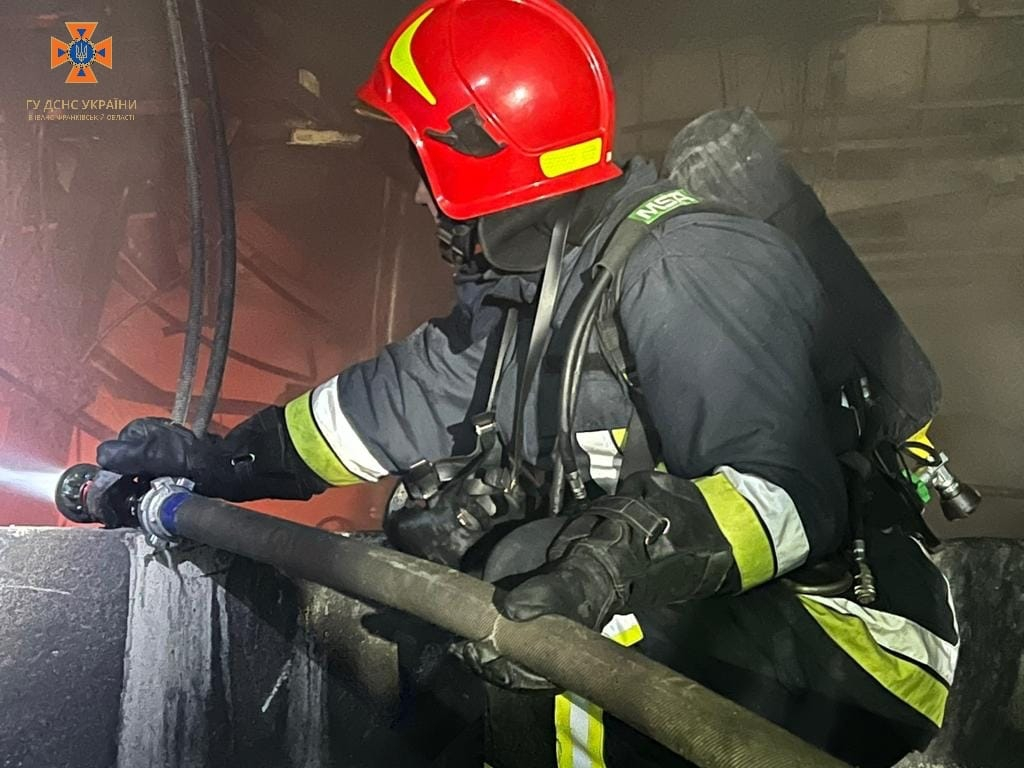
Ликвидация последствий удара по Ивано-Франковской области

Над Одесским районом в ответ на пуски ракет с воздуха и моря сработала ПВО и остановили электротранспорт. В Авдеевке Донецкой области российские войска убили из «Градов» 3 человек. В Херсонской области было временное отключение электроэнергии в ряде микрорайонов Херсона и в 35 населённых пунктах области. В Харькове остановили метро. В Ивано-Франковской области был удар по объекту энергетической инфраструктуры.
В Николаевской области в шесть утра россияне обстреляли Очаков и выбили окна в многоэтажке. Был повреждён жилой дом в населённом пункте Куцурубской общины. В Житомирской, Черкасской и Винницкой областях было временное отключение света.

### Ракета на территории Молдавии
Вблизи села Ларга Бричанского района молдавские правоохранительные органы нашли обломки ракеты. По данным МВД страны, среди них была боеголовка с 80 кг взрывчатки.

## Описание
В Днепре около 15:30 ракета типа Х-22 поразила девятиэтажный жилой дом по адресу Набережная Победы, 118, разрушив два подъезда и 72 квартиры; 236 квартир получили повреждения. Кроме того, были уничтожены 25 автомобилей. Удар по данному дому стал самой разрушительной российской атакой на мирный объект в Украине за последние полгода после удара 9 июля 2022 года по Часову Яру. На утро 16 января было вывезено более 7,4 тысяч тонн обломков.

## Обстоятельства
По дому попала ракета того же типа, что и поразившая торговый центр в Кременчуге 27 июня 2022 года. Командующий Воздушных сил ВСУ генерал-лейтенант Николай Олещук заявил, что у украинской армии на момент происшествия отсутствовали средства для сбития таких ракет, и что за год полномасштабной войны из 210 запущенных по Украине ракет Х-22 не была сбита ни одна. Ранее звучавшие сообщения о поражении таких ракет Олещук назвал недостоверными и ошибочными.

## Пострадавшие

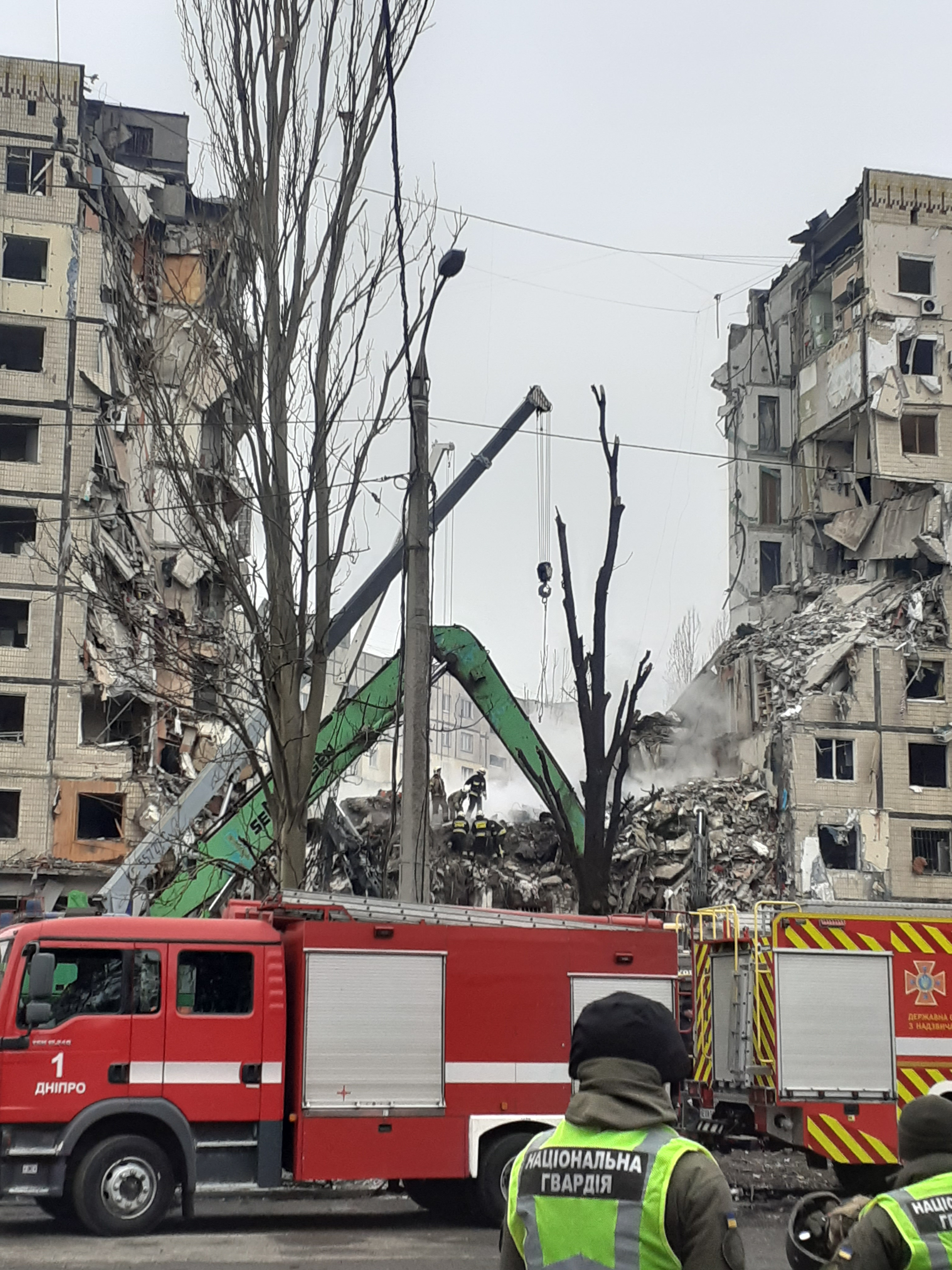
Последствия атаки, разбор завалов

По состоянию на 19 января известно о гибели по меньшей мере 46 человек лишь в Днепре. Среди убитых — шесть детей и подростков (17-летний Максим Богуцкий, 15-летняя Мария Лебедь, Анна Фигурная и 4-летняя Михайлина Францевая). Погиб и заслуженный тренер Украины по боксу, главный тренер сборной Днепропетровской области Михаил Кореновский.
Были ранены 80 человек (включая 16 детей; самому младшему — три года; 9-летняя девочка находится в тяжелом состоянии), все дети были отправлены в больницу.

### Выжившие
Из под завалов свыше 500 спасателей и около 140 единиц техники достали десятки человек.
Чудом выжила 23-летняя девушка Анастасия Швец, которая в шоковом состоянии была в ванной на седьмом этаже и её спасли 14 января. В сентябре её жених погиб на российско-украинской войне. Изначально о её родителях, которые были в доме, ничего не было известно, но 16 января их тела смогли достать из под завалов.

## Расследование
15 января 2023 года Генеральная прокуратура Украины заявила, что атака могла быть совершена только силами 52-го гвардейского авиационного полка, базирующегося в Шайковке. В тот же день на сайте molfar.global был опубликован список военнослужащих, где названы имена 44 человек из 52-го гвардейского авиационного полка — тот же полк, который 27 июня 2022 года нанёс удар по ТЦ «Амстор» в Кременчуге.
16 января 2023 года СБУ подтвердила участие военнослужащих 52-го авиационного полка РФ в ракетном нападении.

## Последствия
21 октября 2024 года, по сообщениям ГУР Украины, в селе Супонево под Брянском с многочисленными травмами головы, нанесенными тупым предметом (таким, как молоток) было обнаружено тело пилота 52-го тяжёлого бомбардировочного авиационного полка ВКС РФ Дмитрия Голенкова. Согласно ГУР Украины, пилот занимал должность начальника штаба российской авиационной эскадрильи на аэродроме «Шайковка» и был причастен к удару по жилому дому в Днепре, а также к удару по ТЦ в Кременчуге летом 2022 года, где погибло 22 гражданских.

## Память
В десятках российских городов жители начали устраивать стихийные мемориалы в память о погибших. Так, в Краснодаре и Санкт-Петербурге мемориалы появились у памятников украинскому поэту Тарасу Шевченко, петербуржцы рядом с ним свечами выложили слово «Днепр». В Екатеринбурге стихийный мемориал появился у памятника жертвам политических репрессий. В Москве у памятника Лесе Украинке появились цветы, детские игрушки и фотографии разрушенного дома. Активисты проправительственного движения SERB вызвали полицейских, они задержали четырёх человек и оставили там дежурить полицейский автозак. В первую же ночь коммунальщики убрали цветы, наутро они появился вновь — и вновь были убраны. Полицейские, ссылаясь на некое постановление, запрещали фотографировать стихийный мемориал.

## Реакция
По состоянию на 15 января официальных заявлений российской стороны по поводу разрушения дома в Днепре не было, однако Министерство обороны России утром 15 января опубликовало сообщение в телеграм-канале с фотографией ракеты и подписью «Заряжаем по полной». Российские государственные СМИ по состоянию на 15 января не сделали ни одной публикации по поводу разрушения дома в Днепре.
14 января 2023 года советник главы Офиса президента Украины Алексей Арестович в прямом эфире Youtube-канала Марка Фейгина заявил, что ракета Х-22 упала в результате поражения её средствами ПВО Украины, но подчеркнул два раза, что эту версию надо перепроверить. Минобороны Украины опровергло возможность украинской ПВО поразить ракеты данного типа. 16 января дня Дмитрий Песков заявил, что дом в Днепре получил повреждения якобы в результате работы украинской ПВО. 17 января Арестович в своём Telegram-канале опубликовал извинения за высказывания, и ушёл в отставку с поста советника по собственному желанию. Версию ПВО повторил Василий Небензя на заседании Совета безопасности ООН. Европарламент призвал создать трибунал для того, чтобы осудить российских военных преступников в Украине. Предложение поддержали 472 евродепутата, против — 19, воздержались — 33.